# Lampetis carpenteri
Lampetis carpenteri es una especie de escarabajo del género Lampetis, familia Buprestidae. Fue descrita científicamente por Théry en 1930.